# 鲁迪格 (萨克森王子)
鲁迪格·卡尔·恩斯特·蒂莫·阿尔迪（德語：Rüdiger Karl Ernst Timo Aldi，1953年12月23日—2022年3月29日），迈森藩侯，韋廷家族阿爾布雷希特系族长，萨克森王位继承人。

## 生平
出生于米尔海姆，是萨克森末代国王腓特烈·奥古斯特三世的曾孙，其第三子恩斯特·海因里希的孙子，迪莫王子的兒子。鲁迪格的母親是卢森堡大公威廉四世的外孫女，所以鲁迪格王子与卢森堡大公亨利是表兄弟。
鲁迪格王子结过两次婚，1974年6月14日，王子在维利希与平民阿斯特里德·林克结婚，婚后有三子：
- 丹尼尔·迪莫（Daniel Timo，1975年6月23日出生）
- 阿恩·本杰明（Arne Benjamin，1977年3月7日出生）
- 尼尔斯·塞巴斯蒂安（Nils Sebastian，1978年11月6日出生）

阿斯特里德于1989年去世。
2004年1月，鲁迪格王子又与戴安娜·多恩多夫结婚，2005年离婚。